# Civilization VI
Sid Meier's Civilization VI (of Civ VI) is een turn-based strategy-computerspel, ontwikkeld door Firaxis Games. Het is het zesde deel van de Civilization-reeks en is verschenen op 21 oktober 2016.
Het spel is ontwikkeld onder leiding van Ed Beach, die eerder de uitbreidingspakketten van Civilization V overzag. De titelmuziek, Sogno di Volare, is gecomponeerd door Christopher Tin, bekend van de met een Grammy Award bekroonde titelmuziek van Civilization IV, Baba Yetu. De voice-over van Civilization VI wordt verzorgd door de Engelse acteur Sean Bean.
Op 8 februari 2018 verscheen de eerste uitbreiding van het spel, Rise and Fall, gevolgd door Gathering Storm op 14 februari 2019. Vanaf 21 mei 2020 werd de New Frontier Pass beschikbaar, waarvoor vanaf mei 2020 tot en met maart 2021 elke twee maanden nieuwe inhoud wordt uitgebracht.

## Spelervaring
In Civilization VI leidt de speler een historische beschaving van de steentijd (4e millennium v.Chr.) tot het informatietijdperk (2050).

### Overwinning
De speler kan op zes verschillende manieren een spel winnen:
- Dominantie-overwinning: de speler verovert de hoofdsteden van alle andere beschavingen;
- Wetenschappelijke overwinning: de speler moet drie technologische mijlpalen volbrengen, namelijk: een satelliet lanceren, een mens op de maan laten landen en een kolonie op Mars stichten, met de uitbreiding Gathering Storm moet de speler hiernaast ook een expeditie naar een exoplaneet voltooien;
- Culturele overwinning: de speler moet meer buitenlandse toeristen aantrekken dan elke andere beschaving aan binnenlandse toeristen heeft;
- Religieuze overwinning: de religie van de speler moet dominant zijn in de meerderheid van alle steden;
- Diplomatieke overwinning: de speler moet tien (later twintig) diplomatieke-overwinningspunten scoren (alleen beschikbaar met de uitbreiding Gathering Storm);
- Het einde der tijden: als aan het einde van het jaar 2050 nog geen van bovenstaande overwinningen zijn behaald eindigt het spel en wint de beschaving met de hoogste score.

### Steden en terrein
Een belangrijk verschil van Civilization VI met diens voorgangers is de "ontstapeling" van steden. Gebouwen die voorheen in het stadscentrum werden geplaatst zijn in Civilization VI onderverdeeld in gespecialiseerde districten, die elk een aparte tegel bezetten. Districten krijgen een bonus als ze aan bepaalde tegels grenzen; zo krijgt een campusdistrict een bonus als deze grenst aan een gebergte. Maritieme eenheden hoeven niet meer uitsluitend in kuststeden worden gebouwd, zolang de stad een havendistrict laat aanleggen. Ook wereldwonderen worden op aparte tegels gebouwd. Sommige wereldwonderen zijn gereserveerd voor speciale tegels; de piramides kunnen bijvoorbeeld alleen gebouwd worden in woestijngebied.
Exploitatie van het landschap (improvements) wordt verzorgd door bouweenheden. In tegenstelling tot het voorgaande deel worden improvements al in één beurt afgerond, maar kunnen de bouwers slechts een beperkt aantal acties uitvoeren voordat ze verbruikt zijn. Wegen worden niet meer op commando gebouwd, maar automatisch aangelegd door handelaars.
De bevolking moet tevreden worden gehouden met voorzieningen (amenities), zoals luxeproducten en gebouwen ter vermaak. Ook moeten zij van voldoende behuizing worden voorzien.
De fog of war is geïnspireerd door antieke cartografie. Onontdekte gebieden worden weergeven als een tabula rasa; ontdekte gebieden die weliswaar uit het zicht zijn van de speler worden in detail gebracht door middel van kaarttekeningen.

### Oorlogvoering
Gedurende het spel worden beschavingen geteisterd door barbaren. Nadat een barbaarse verkenner een beschaving heeft ontdekt gaan de barbaren massaal in de aanval.
Oorlogsverklaringen worden verantwoord met een casus belli, zoals een bevrijdingsoorlog of heilige oorlog. Aparte eenheden kunnen aan elkaar gekoppeld worden, en eenheden van dezelfde klasse kunnen worden gecombineerd tot een legerkorps.

### Wetenschap en staatsinrichting
De technologieboom is verdeeld onder twee verschillende takken: wetenschap en staatsinrichting (civics). Deze worden verkend door middel van respectievelijk wetenschaps- en cultuurpunten. Bij de uitvinding van civics worden kaarten vrijgespeeld die de speler een militaire, economische of diplomatieke bonus aanbieden. Gedurende de loop van het spel heeft de speler een keuze over tien verschillende overheidstypes, die elk een aparte kaartcombinatie toestaan.
Het onderzoek kan gestimuleerd worden door specifieke taken uit te voeren, die toekomstige ontdekkingen moeten inspireren. Zo krijgt het onderzoek naar zeilen een impuls als de speler een stad aan de kust sticht.

### Religie
Voorafgaand aan het stichten van een religie sticht de beschaving een pantheon, die de beschaving een bonus naar keuze oplevert. Na het rekruteren van een profeet kan de beschaving een religie stichten, die met behulp van missionarissen, apostels en inquisiteurs kan worden verspreid naar andere beschavingen. Vijandige religieuze eenheden kunnen met elkaar de strijd aangaan.

### Diplomatie
De speler wordt van de stand van zaken geïnformeerd door middel van geruchten, die worden verspreid door gezanten en handelaars. Meer gedetailleerde informatie kan later worden verkregen door middel van spionage.
Beschavingen kunnen met behulp van gezanten ook invloed uitoefenen over de stadstaten die over de wereld verspreid zijn. Hoe meer gezanten de beschaving naar de stadstaat stuurt, hoe groter de bonussen zijn. De beschaving met de meeste gezanten oefent uiteindelijk suzereiniteit over de stadstaat uit.

### Leiders
Het gedrag van de leiders wordt gebaseerd op basis van twee beleidsplannen (agenda's): één plan is gebaseerd op het historische beleid van de leider, en een ander plan wordt per spel willekeurig gegenereerd.
Voor sommige beschavingen zijn meerdere leiders beschikbaar gesteld, die elk een eigen draai geven aan de speelstijl van hun desbetreffende beschaving. Bij de uitgave van Civilization VI op 21 oktober 2016 was alleen de Griekse beschaving verdeeld onder twee leiders.

#### Lijst van bespeelbare leiders[16]
| Beschaving  | Leider               | Historisch beleid         | Unieke eenheid         | Unieke infrastructuur         | Leiderbonus                                | Speciale vaardigheid    |
| ----------- | -------------------- | ------------------------- | ---------------------- | ----------------------------- | ------------------------------------------ | ----------------------- |
| Amerika     | Teddy Roosevelt      | Big Stick Policy          | P-51 Mustang           | Filmstudio                    | Roosevelt Corollary (Rough Rider)          | Founding Fathers        |
| Arabië      | Saladin              | Ayyubid Dynasty           | Mamluk                 | Madrasa                       | Righteousness of the Faith                 | The Last Prophet        |
| Azteken     | Montezuma            | Tlatoani                  | Eagle Warrior          | Tlachtli                      | Gifts for the Tlatoani                     | Legend of the Five Suns |
| Brazilië    | Pedro II             | Patron of the Arts        | Minas Geraes           | Street Carnival en Copacabana | Magnanimous                                | Amazon                  |
| China       | Qin Shi Huang        | Wall of 10,000 Li         | Crouching Tiger        | Great Wall                    | The First Emperor                          | Dynastic Cycle          |
| Duitsland   | Frederick Barbarossa | Iron Crown                | U-Boat                 | Hansa                         | Holy Roman Emperor                         | Free Imperial Cities    |
| Egypte      | Cleopatra            | Queen of the Nile         | Maryanu Chariot Archer | Sphinx                        | Mediterranean's Bride                      | Iteru                   |
| Engeland    | Victoria             | Sun Never Sets            | Sea Dog                | Royal Navy Dockyard           | Pax Britannica (Redcoat)                   | Workshop of the World   |
| Frankrijk   | Catherine de Medici  | Black Queen               | Garde Impériale        | Château                       | Catherine's Flying Squadron                | Grand tour              |
| Griekenland | Pericles             | Delian League             | Hoplite                | Acropolis                     | Surrounded by Glory                        | Plato's Republic        |
| Griekenland | Gorgo                | With Your Shield or On It | Hoplite                | Acropolis                     | Thermopylae                                | Plato's Republic        |
| India       | Gandhi               | Peacekeeper               | Varu                   | Stepwell                      | Satyagraha                                 | Dharma                  |
| Japan       | Hojo Tokimune        | Bushido                   | Samurai                | Electronics Factory           | Divine Wind                                | Meiji Restoration       |
| Kongo       | Mvemba a Nzinga      | Enthusiastic Disciple     | Ngao Mbeba             | Mbanza                        | Religious Convert                          | Nkisi                   |
| Noorwegen   | Harald Hardrada      | Last Viking King          | Berserker              | Stave Church                  | Thunderbolt of the North (Viking Longship) | Knarr                   |
| Rome        | Trajan               | Optimus Princeps          | Legion                 | Bath                          | Trajan's Column                            | All Roads Lead to Rome  |
| Rusland     | Peter the Great      | Westernizer               | Cossack                | Lavra                         | Grand Embassy                              | Mother Russia           |
| Scythië     | Tomyris              | Backstab Averse           | Saka Horse Archer      | Kurgan                        | Killer of Cyrus                            | People of the Steppes   |
| Soemer      | Gilgamesh            | Ally of Enkidu            | War Cart               | Ziggurat                      | Adventures with Enkidu                     | Epic Quest              |
| Spanje      | Philip II            | Counter Reformer          | Conquistador           | Mission                       | El Escorial                                | Treasure Fleets         |

#### Downloadbaar
| Beschaving | Leider         | Historisch beleid    | Unieke eenheid | Unieke infrastructuur | Leiderbonus                         | Speciale vaardigheid |
| ---------- | -------------- | -------------------- | -------------- | --------------------- | ----------------------------------- | -------------------- |
| Polen      | Jadwiga        | Saint                | Winged Hussar  | Sukiennice            | Lithuanian Union                    | Golden Liberty       |
| Australië  | John Curtin    | Perpetually on Guard | Digger         | Outback Station       | Citadel of Civilization             | Land Down Under      |
| Perzië     | Cyrus          | Opportunist          | Immortal       | Pairidaeza            | Fall of Babylon                     | Satrapies            |
| Macedonië  | Alexander      | Short Life of Glory  | Hypaspist      | Basilikoi Paides      | To the World's End (Hetairoi)       | Hellenistic Fusion   |
| Nubië      | Amanitore      | City Planner         | Pítati Archer  | Nubian Pyramid        | Kandake of Meroë                    | Ta-seti              |
| Indonesië  | Gitarja        | Archipelagic State   | Jong           | Kampung               | Exalted Goddess of the Three Worlds | Great Nusantara      |
| Khmer      | Jayavarman VII | An End to Suffering  | Domrey         | Prasat                | Monasteries of the King             | Grand Barays         |

#### Rise and Fall
| Beschaving | Leider           | Historisch beleid  | Unieke eenheid      | Unieke infrastructuur | Leiderbonus                           | Speciale vaardigheid   |
| ---------- | ---------------- | ------------------ | ------------------- | --------------------- | ------------------------------------- | ---------------------- |
| Cree       | Poundmaker       | Iron Confederacy   | Okihtcitaw          | Mekewap               | Favorable Terms                       | Nîhithaw               |
| Georgië    | Tamar            | Narikala Fortress  | Khevsureti          | Tsikhe                | Glory of the World, Kingdom and Faith | Strength in Unity      |
| India      | Chandragupta     | Maurya Empire      | Varu                | Stepwell              | Arthashastra                          | Dharma                 |
| Korea      | Seondeok         | Cheomseongdae      | Hwacha              | Seowon                | Hwarang                               | Three Kingdoms         |
| Mapuche    | Lautaro          | Spirit of Tucapel  | Malón Raider        | Chemamull             | Swift Hawk                            | Toqui                  |
| Mongolië   | Genghis Khan     | Horse Lord         | Keshig              | Ordu                  | Mongol Horde                          | Örtoo                  |
| Nederland  | Wilhelmina       | Billionaire        | De Zeven Provinciën | Polder                | Radio Oranje                          | Grote Rivieren         |
| Schotland  | Robert the Bruce | Flower of Scotland | Highlander          | Golf Course           | Bannockburn                           | Scottish Enlightenment |
| Zoeloes    | Shaka            | Horn, Chest, Loins | Impi                | Ikanda                | Amabutho                              | Isibongo               |

#### Gathering Storm
| Beschaving | Leider               | Historisch beleid            | Unieke eenheid    | Unieke infrastructuur | Leiderbonus                                 | Speciale vaardigheid   |
| ---------- | -------------------- | ---------------------------- | ----------------- | --------------------- | ------------------------------------------- | ---------------------- |
| Canada     | Wilfrid Laurier      | Canadian Expeditionary Force | Mountie           | Ice Hockey Rink       | The Last Best West                          | Four Faces of Peace    |
| Engeland   | Eleanor of Aquitaine | Angevin Empire               | Sea Dog           | Royal Navy Dockyard   | Court of Love                               | Workshop of the World  |
| Frankrijk  | Eleanor of Aquitaine | Angevin Empire               | Garde Impériale   | Château               | Court of Love                               | Grand tour             |
| Fenicië    | Dido                 | Sicilian Wars                | Bireme            | Cothon                | Founder of Carthage                         | Mediterranean Colonies |
| Hongarije  | Matthias Corvinus    | Raven Banner                 | Huszár            | Thermal Bath          | The Raven King (Black Army)                 | Pearl of the Danube    |
| Inca's     | Pachacuti            | Sapa Inca                    | Warak'aq          | Terrace Farm          | Qhapaq Ñan                                  | Mit'a                  |
| Mali       | Mansa Musa           | Lord of the Mines            | Mandekalu Cavalry | Suguba                | Sahel Merchants                             | Songs of the Jeli      |
| Maori      | Kupe                 | Kaitiakitanga                | Toa (Pā)          | Marae                 | Kupe's Voyage                               | Mana                   |
| Ottomanen  | Suleiman             | Lawgiver                     | Barbary Corsair   | Grand Bazaar          | Grand Vizier                                | Great Turkish Bombard  |
| Zweden     | Kristina             | Bibliophile                  | Carolean          | Open-Air Museum       | Minerva of the North (Queen's Bibliotheque) | Nobel Prize            |

#### New Frontier Pass
| Beschaving     | Leider                             | Historisch beleid        | Unieke eenheid  | Unieke infrastructuur | Leiderbonus                            | Speciale vaardigheid    |
| -------------- | ---------------------------------- | ------------------------ | --------------- | --------------------- | -------------------------------------- | ----------------------- |
| Maya's         | Lady Six Sky                       | Solitary                 | Hul'che         | Observatorium         | Ix Mutal Ajaw                          | Majab                   |
| Groot-Colombia | Simón Bolívar                      | Carabobo                 | Llanero         | Hacienda              | Campaña Admirable (Comandante General) | Ejército Patriota       |
| Ethiopië       | Menelik II                         | Ethiopian Highlands      | Oromo cavalry   | Rock-Hewn Church      | Council of Ministers                   | Aksumite Legacy         |
| Amerika        | Teddy Roosevelt (Bull Moose)       | The Bull Moose           | P-51 Mustang    | Filmstudio            | Antiquities and Parks                  | Founding Fathers        |
| Amerika        | Teddy Roosevelt (Rough Rider)      | Big Stick Policy         | P-51 Mustang    | Filmstudio            | Roosevelt Corollary (Rough Rider)      | Founding Fathers        |
| Frankrijk      | Catherine de Medici (Black Queen)  | Black Queen              | Garde Impériale | Château               | Catherine's Flying Squadron            | Grand tour              |
| Frankrijk      | Catherine de Medici (Magnificence) | Sumptuous Finery         | Garde Impériale | Château               | Catherine’s Magnificences              | Grand tour              |
| Byzantium      | Basil II                           | Divine Guardian          | Dromon          | Hippodrome            | Porphyrogénnētos (Tagma)               | Taxis                   |
| Gallië         | Ambiorix                           | Scourge of Rome          | Gaesatae        | Oppidum               | King of the Eburones                   | Hallstatt Culture       |
| Babylonië      | Hammurabi                          | Cradle of Civilization   | Sabum Kimittum  | Palgum                | Ninu Ilum Sirum                        | Enuma Anu Enlil         |
| China          | Kublai Khan                        | Pax Mongolica            | Crouching Tiger | Great Wall            | Gerege                                 | Dynastic Cycle          |
| Mongolië       | Kublai Khan                        | Pax Mongolica            | Keshig          | Ordu                  | Gerege                                 | Örtoo                   |
| Vietnam        | Bà Triệu                           | Defender of the Homeland | Voi Chiến       | Thành                 | Drive Out the Aggressors               | Nine Dragon River Delta |
| Portugal       | João III                           | Navigator's Legacy       | Nau             | Navigation School     | Porta do Cerco                         | Casa da Índia           |

### Wonderen
Naast de districten kunnen er ook wonderen worden gebouwd. Dit zijn "megagebouwen" die de ruimte van een district innemen en voor een grote bonus zorgen voor de beschaving die het wonder heeft gebouwd. Ook zijn over de hele kaart willekeurig gegenereerde natuurwonderen te vinden die een bonus geven aan het omringende landschap.

#### Lijst van wonderen
- Alhambra
- Amundsen-Scott Research Station
- Angkor Wat
- Apadana
- Big Ben
- Biosphère
- Bolshoi Theater
- Broadway
- Casa de Contratación
- Chichen Itza
- Colosseum
- Colossus
- Cristo Redentor
- Eiffel Tower
- Estádio do Maracanã
- Etemenanki
- Forbidden City
- Golden Gate Bridge
- Great Bath
- Great Library
- Great Lighthouse
- Great Zimbabwe
- Hagia Sophia
- Hanging Gardens
- Hermitage
- Huey Teocalli
- Jebel Barkal
- Kilwa Kisiwani
- Kotoku-in
- Machu Picchu
- Mahabodhi Temple
- Mausoleum at Halicarnassus
- Meenakshi Temple
- Mont St. Michel
- Oracle
- Országház
- Oxford University
- Panama Canal
- Petra
- Potala Palace
- Pyramids
- Ruhr Valley
- St. Basil's Cathedral
- Statue of Liberty
- Statue of Zeus
- Stonehenge
- Sydney Opera House
- Taj Mahal
- Temple of Artemis
- Terracotta Army
- Torre de Belém
- University of Sankore
- Venetian Arsenal

#### Lijst van natuurwonderen
- Bermuda Triangle
- Chocolate Hills
- Cliffs of Dover
- Crater Lake
- Dead Sea
- Delicate Arch
- Eye of the Sahara
- Eyjafjallajökull
- Fountain of Youth
- Gálapagos Islands
- Giant's Causeway
- Gobustan
- Great Barrier Reef
- Hạ Long Bay
- Ik-Kil
- Lake Retba
- Lysefjord
- Mato Tipila
- Matterhorn
- Mount Everest
- Mount Kilimanjaro
- Mount Roraima
- Mount Vesuvius
- Païtiti
- Pamukkale
- Pantanal
- Piopiotahi
- Sahara el Beyda
- Torres del Paine
- Tsingy de Bemaraha
- Ubsunur Hollow
- Uluru
- Yosemite
- Zhangye Danxia

## Ontvangst
| Recensiecompilaties   | Recensiecompilaties |
| Bron                  | Score               |
| --------------------- | ------------------- |
| Metacritic            | 90/100              |
| Individuele recensies |                     |
| Bron                  | Score               |
| The Telegraph         | 5/5                 |
| IGN                   | 9,4/10              |
| PC Gamer              | 93/100              |
| Escapist Magazine     | 4,5/5               |
| GamerCrate            | 9/10                |
| Gamespot              | 9/10                |
| PCGamesN              | 90/100              |
| Tweakers              | 9/10                |
| Destructoid           | 85/100              |
| Polygon               | 85/100              |
| PC World              | 4/5                 |
| Time                  | 4/5                 |